# 웨이브랩스
웨이브랩스(Wave Labs Co. Ltd.)은 대한민국의 드론용 무선통신 모듈 기업이다. 초광대역 무선통신기술(UWB)이 적용된 재난안전용 무선통신모듈 개발한 바 있다

## 같이 보기
- 드론
- 무선통신

## 참고문헌
1. ↑  나기호, 웨이브랩스, 코스닥 IPO 주관사 계약… 상장준비 본격화, 매일일보, 2022.03.03
2. ↑  문수호, 웨이브랩스, 무선통신기술 기반 재난안전 모듈 개발, 미디어펜, 2022-03-15